# Урманов, Бексеит
Бексеит Урманов (1907 год, аул Кызыл-Чарва, Туркестанский край, Российская империя — дата и место смерти неизвестны) — колхозник, Герой Социалистического Труда (1948).

## Биография
Родился в 1907 году в ауле Кызыл-Чарва (сегодня — Ташкентская область, Узбекистан). В 1930 году вступил в колхоз «Кызыл-Чарва». Работал рядовым колхозником. Участвовал в Великой Отечественной войне. После демобилизации в 1945 году возвратился в родной колхоз, где стал работать заведующим коневодческой фермы. Затем трудился пчеловодом в колхозе имени Фрунзе. В 1959 году вышел на пенсию. 
В 1947 году вырастил 30 жеребят от 30 конематок. За этот доблестный труд был удостоен в 1948 году звания Героя Социалистического Труда.

## Награды
- Медаль «За взятие Берлина»;
- Герой Социалистического Труда — указом Президиума Верховного Совета СССР от 23 июля 1948 года;
- Орден Ленина (1948);
- Медаль «За победу над Германией в Великой Отечественной войне 1941—1945 гг.»